# Cua de ventall maculat
El cua de ventall maculat (Rhipidura maculipectus) és un ocell de la família dels ripidúrids (Rhipiduridae).

## Hàbitat i distribució
Habita zones d¡herba alta i humida, i boscos de les terres baixes de les illes Aru, illes Batanta i Salawati (a les Raja Ampat) i al nord-oest i sud de Nova Guinea.